# 120 a.C.

## Eventos
- Caio Papírio Carbão e Públio Manílio, cônsules romanos[1][2].